# TUBE (밴드)
TUBE(튜브)는 1985년 6월에 데뷔 한 일본의 록 밴드이다. ‘여름하면 TUBE’라고 할 정도로 여름을 주제로 한 히트곡이 많다.
2004년 1월 1일엔 일본문화 전면개방을 기념해 내한 공연을 펼쳤다.
또, TUBE의 노래는 정재욱, 캔, 포지션 등 많은 한국가수들이 리메이크 하기도 했다.

## 구성원
- 마에다 노부테루
- 하루하타 미치야
- 가쿠노 히데유키
- 마쓰모토 료지